# Tweede Kamerverkiezingen in het kiesdistrict Sneek (1888-1918)

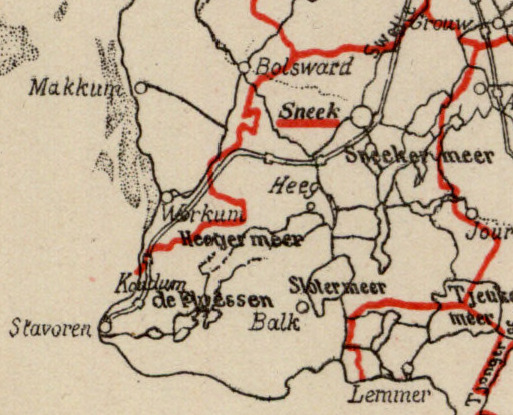
Kiesdistrict Sneek (1888)

Tweede Kamerverkiezingen in het kiesdistrict Sneek (1888-1918) geeft een overzicht van verkiezingen voor de Nederlandse Tweede Kamer in het kiesdistrict Sneek in de periode 1888-1918.
Het kiesdistrict Sneek was al ingesteld in 1848. De indeling van het kiesdistrict werd gewijzigd na de grondwetsherziening van 1887; tevens werd het kiesdistrict toen omgezet in een enkelvoudig district. Tot het kiesdistrict behoorden vanaf dat moment de volgende gemeenten: Doniawerstal, Gaasterland, Hemelumer Oldephaert en Noordwolde, IJlst, Rauwerderhem, Sloten, Sneek, Stavoren en Wymbritseradeel.
Het kiesdistrict Sneek vaardigde in dit tijdvak per zittingsperiode één lid af naar de Tweede Kamer. 
Legenda
- cursief: in de eerste verkiezingsronde geëindigd op de eerste of tweede plaats, en geplaatst voor de tweede ronde;
- vet: gekozen als lid van de Tweede Kamer.

## 6 maart 1888
De verkiezingen werden gehouden na vervroegde ontbinding van de Tweede Kamer.
|                  | 6 maart |
| ---------------- | ------- |
| Kiesgerechtigden | 3.901   |
| Opkomst          | 3.520   |
| Geldige stemmen  | 3.508   |
| Blanco stemmen   | 10      |
| Kandidaten       |         |
| W.M. Oppedijk    | 2.209   |
| A. Buma          | 1.246   |
| J.M. Smit        | 37      |

## 28 maart 1888
Walle Oppedijk was bij de verkiezingen van 6 maart 1888 gekozen in twee kiesdistricten, Harlingen en Sneek. Hij opteerde voor Harlingen, als gevolg waarvan in Sneek een naverkiezing gehouden werd. 
|                           | 28 maart |
| ------------------------- | -------- |
| Kiesgerechtigden          | 3.901    |
| Opkomst                   | 3.318    |
| Geldige stemmen           | 3.306    |
| Blanco stemmen            | 8        |
| Kandidaten                |          |
| W.G. Brantsen van de Zijp | 2.047    |
| W.J. van Welderen Rengers | 1.245    |

## 9 juni 1891
De verkiezingen werden gehouden na ontbinding van de Tweede Kamer.
|                           | 9 juni |
| ------------------------- | ------ |
| Kiesgerechtigden          | 3.750  |
| Opkomst                   | 2.749  |
| Geldige stemmen           | 2.736  |
| Blanco stemmen            | 13     |
| Kandidaten                |        |
| W.G. Brantsen van de Zijp | 1.619  |
| H. Pyttersen              | 892    |
| A.H. Gerhard              | 192    |

## 10 april 1894
De verkiezingen werden gehouden na vervroegde ontbinding van de Tweede Kamer.
|                           | 10 april | 24 april |
| ------------------------- | -------- | -------- |
| Kiesgerechtigden          | 3.739    | 3.739    |
| Opkomst                   | 2.402    | 2.422    |
| Geldige stemmen           | 2.381    | 2.380    |
| Blanco stemmen            | 17       | 37       |
| Kandidaten                |          |          |
| H. Goeman Borgesius       | 699      | 1.215    |
| H. Pollema                | 1.008    | 1.165    |
| W.G. Brantsen van de Zijp | 657      |          |

## 11 mei 1894
Hendrik Goeman Borgesius was bij de verkiezingen van 10 en 24 april 1894 gekozen in twee kiesdistricten, Sneek en Zutphen. Hij opteerde voor Zutphen, als gevolg waarvan in Sneek een naverkiezing gehouden werd. 
|                  | 11 mei | 25 mei |
| ---------------- | ------ | ------ |
| Kiesgerechtigden | 3.657  | 3.657  |
| Opkomst          | 2.454  | 2.448  |
| Geldige stemmen  | 2.444  | 2.427  |
| Blanco stemmen   | 8      | 16     |
| Kandidaten       |        |        |
| T. Heemskerk     | 717    | 1.280  |
| J.A. van Gilse   | 857    | 1.147  |
| U.H. Huber       | 626    |        |
| J.F.H. Bekhuis   | 240    |        |

## 15 juni 1897
De verkiezingen werden gehouden na ontbinding van de Tweede Kamer.
|                  | 15 juni | 25 juni |
| ---------------- | ------- | ------- |
| Kiesgerechtigden | 6.122   | 6.122   |
| Opkomst          | 4.576   | 4.945   |
| Geldige stemmen  | 4.518   | 4.903   |
| Blanco stemmen   | 58      | 42      |
| Kandidaten       |         |         |
| J.A. van Gilse   | 1.423   | 2.452   |
| T. Heemskerk     | 1.890   | 2.451   |
| W. Kroese        | 1.205   |         |

## 14 juni 1901
De verkiezingen werden gehouden na ontbinding van de Tweede Kamer.
|                   | 14 juni |
| ----------------- | ------- |
| Kiesgerechtigden  | 6.035   |
| Opkomst           | 4.932   |
| Geldige stemmen   | 4.903   |
| Blanco stemmen    | 29      |
| Kandidaten        |         |
| H. Okma           | 3.076   |
| H.P.N. Halbertsma | 1.579   |
| O. Schriecke      | 248     |

## 16 juni 1905
De verkiezingen werden gehouden na ontbinding van de Tweede Kamer.
|                           | 16 juni | 25 juni |
| ------------------------- | ------- | ------- |
| Kiesgerechtigden          | 7.183   | 7.183   |
| Opkomst                   | 6.097   | 6.454   |
| Geldige stemmen           | 6.026   | 6.407   |
| Blanco stemmen            | 71      | 47      |
| Kandidaten                |         |         |
| H. Okma                   | 2.837   | 3.633   |
| C.J. Niemeijer            | 2.020   | 2.774   |
| H. van Eijck van Heslinga | 959     |         |
| A.P. Staalman             | 210     |         |

## 4 december 1907
Hendrik Okma, gekozen bij de verkiezingen van 16 en 25 juni 1905, overleed op 25 oktober 1907. Om in de ontstane vacature te voorzien werd een tussentijdse verkiezing gehouden.
|                  | 4 december |
| ---------------- | ---------- |
| Kiesgerechtigden | 7.326      |
| Opkomst          | 5.716      |
| Geldige stemmen  | 5.659      |
| Blanco stemmen   | 59         |
| Kandidaten       |            |
| S. de Vries      | 3.599      |
| A. Ferf          | 1.452      |
| W.H. Vliegen     | 608        |

## 13 oktober 1908
Simon de Vries, gekozen bij de verkiezingen van 4 december 1907, trad op 18 september 1908 af vanwege zijn benoeming als wethouder van Amsterdam. Om in de ontstane vacature te voorzien werd een tussentijdse verkiezing gehouden. 
|                  | 13 oktober |
| ---------------- | ---------- |
| Kiesgerechtigden | 7.433      |
| Kandidaten       |            |
| A. Kuyper        |            |

Kuyper was de enige kandidaat; hij werd zonder nadere stemming gekozen verklaard.

## 29 oktober 1908
Abraham Kuyper, gekozen bij de verkiezingen van 13 oktober 1908, was tevens op 16 oktober 1908 bij een tussentijdse verkiezing in het kiesdistrict Ommen gekozen. Hij opteerde voor Ommen, als gevolg waarvan in Sneek wederom een tussentijdse verkiezing gehouden werd. 
|                  | 29 oktober |
| ---------------- | ---------- |
| Kiesgerechtigden | 7.433      |
| Kandidaten       |            |
| H. Pollema       |            |

Pollema was de enige kandidaat; hij werd zonder nadere stemming gekozen verklaard.

## 11 juni 1909
De verkiezingen werden gehouden na ontbinding van de Tweede Kamer.
|                  | 11 juni |
| ---------------- | ------- |
| Kiesgerechtigden | 7.645   |
| Opkomst          | 5.901   |
| Geldige stemmen  | 5.842   |
| Blanco stemmen   | 59      |
| Kandidaten       |         |
| H. Colijn        | 3.833   |
| C.A. Zelvelder   | 1.070   |
| H.A.J. van Wijhe | 939     |

## 14 februari 1911
Hendrik Colijn, gekozen bij de verkiezingen van 11 juni 1909, trad op 11 februari 1908 af vanwege zijn toetreding tot het kabinet-Heemskerk. Om in de ontstane vacature te voorzien werd een tussentijdse verkiezing gehouden. 
|                  | 14 februari |
| ---------------- | ----------- |
| Kiesgerechtigden | 7.743       |
| Opkomst          | 4.902       |
| Geldige stemmen  | 4.856       |
| Blanco stemmen   | 46          |
| Kandidaten       |             |
| J.G. Scheurer    | 2.665       |
| P. Noordwal      | 1.170       |
| A. van der Heide | 1.021       |

## 17 juni 1913
De verkiezingen werden gehouden na ontbinding van de Tweede Kamer.
|                    | 17 juni |
| ------------------ | ------- |
| Kiesgerechtigden   | 8.222   |
| Opkomst            | 7.115   |
| Geldige stemmen    | 7.054   |
| Blanco stemmen     | 61      |
| Kandidaten         |         |
| J.G. Scheurer      | 3.703   |
| C.E. van Koetsveld | 1.195   |
| J.C. Kielstra      | 1.190   |
| A. van der Heide   | 966     |

## 15 juni 1917
De verkiezingen werden gehouden na ontbinding van de Tweede Kamer.
|                  | 15 juni |
| ---------------- | ------- |
| Kiesgerechtigden | 8.549   |
| Kandidaten       |         |
| J.G. Scheurer    |         |

De zeven in de vorige Tweede Kamer vertegenwoordigde partijen hadden afgesproken in elkaars kiesdistricten geen tegenkandidaten te stellen. Scheurer was derhalve de enige kandidaat; hij werd zonder nadere stemming gekozen verklaard.

## Opheffing
De verkiezing van 1917 was de laatste verkiezing voor het kiesdistrict Sneek. In 1918 werd voor verkiezingen voor de Tweede Kamer overgegaan op een systeem van evenredige vertegenwoordiging met kandidatenlijsten van politieke partijen.